# Filmfest Sundsvall
Filmfest Sundsvall är en internationell filmfestival som arrangeras av Film Västernorrland. Festivalen startades 2018.